# Romeo en Julia

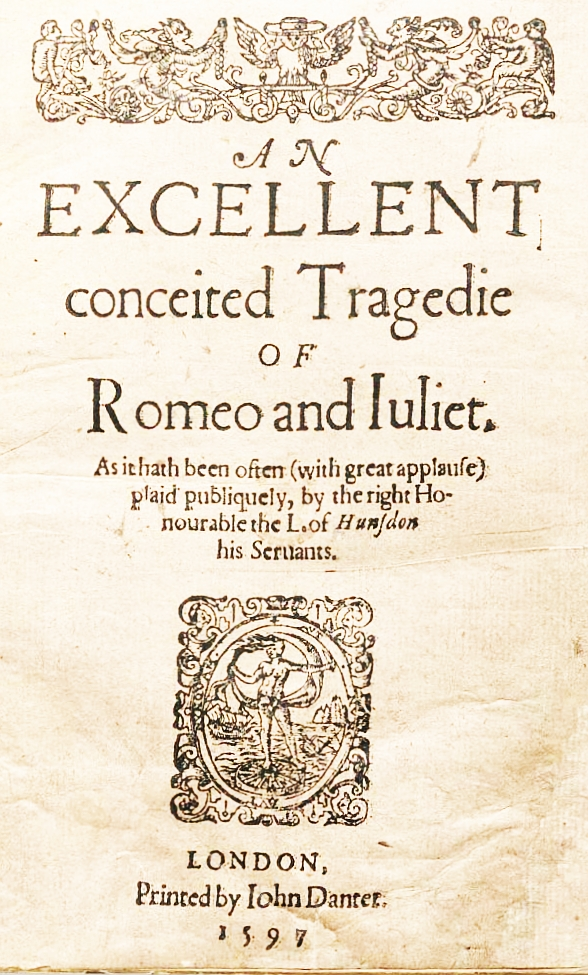
Titelpagina van de eerste editie

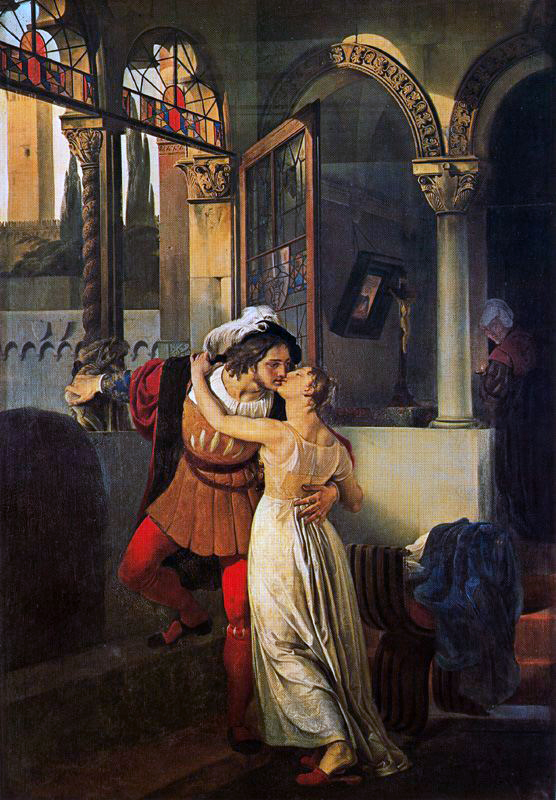
L'ultimo bacio dato a Giulietta da Romeo, door Francesco Hayez

Romeo en Julia (oorspronkelijke Engelse titel: The Most Excellent and Lamentable Tragedy of Romeo and Juliet, 1591/1596) is een vroege tragedie van William Shakespeare over de onmogelijke liefde van Julia Capulet en Romeo Montague, twee jongelingen uit elkaar vijandig gezinde families. Het verhaal is ontstaan door verschillende hervertellingen van een verhaal uit 1476 van Masuccio Salernitano, Mariotto en Gianozza.  Vanaf de eerste opvoering omstreeks 1596 en de vroegste edities (1597, 1599) is Romeo and Juliet onverminderd populair gebleven bij het publiek doordat het gaat over een onderwerp met een blijvende aantrekkingskracht: romantische liefde.

## Context
In de periode dat Shakespeare Romeo en Julia schreef, omstreeks 1595, was hij een vennoot van het toneelgezelschap The Lord Chamberlain's Men, een van de twee enige bedrijven die beschikten over een licentie om in Londen tussen 1594 en 1600 te mogen spelen. Het was zijn taak om te schrijven voor dit gezelschap, dat na de troonsbestijging van Jacobus I van Engeland in 1603 bekend werd als The King's Men. Voor de rest van zijn carrière leverde Shakespeare hun gemiddeld twee toneelstukken per jaar om op te voeren. De Lord Chamberlain's Men traden eerst op in The Theatre, en na april 1597,  net als de andere groep, the Admiral's Men, in The Rose. In een van deze twee theaters, of in beide, zal Romeo en Julia zijn opgevoerd, net als Shakespeares eerste tragedie, Titus Andronicus.

## Datering en tekst
Het stuk werd door Shakespeare waarschijnlijk geschreven in de periode 1594–96 en eerst gepubliceerd in een niet-geautoriseerde quarto-editie in 1597. Een geautoriseerde quarto verscheen in 1599 en die was aanzienlijk langer en betrouwbaarder dan de eerste. Een derde quarto, gebaseerd op de tweede, verscheen in 1603 en die werd door de uitgevers van de First Folio-editie van 1623 gebruikt.
De belangrijkste quarto's die aan de First Folio-versie van het stuk voorafgingen, waren 'Q1' en 'Q2':
1. Q1 - Een gedrukte versie van Romeo and Juliet verscheen eerst in 1597 onder de titel "AN EXCELLENT conceited Tragedie of Romeo and Juliet, As it hath been often (with great applause) plaid publiquely, by the right Honourable the L. of Hunsdon his Seruants. LONDON, Printed by Iohn Danter." De Shakespeareonderzoeker Alfred William Pollard noemde Q1, waarvan nu nog vijf exemplaren bestaan, een bad quarto. Hij baseerde zich voor deze uitspraak onder meer op het feit dat deze tekst niet werd ingeschreven in het Stationers' Register, hoewel dit geen uitsluitsel geeft over Danters recht om het stuk te publiceren of over de manier waarop hij het manuscript had verworven. Er was overigens nog een tweede drukker betrokken: Edward Allde, die in een kleiner lettertype drukte.
2. Q2 - De tweede gedrukte tekst verscheen twee jaar later, in 1599. De titel hiervan luidde "THE MOST EXcellent and lamentable Tragedie, of Romeo and Iuliet. Newly corrected, augmented, and amended: As it hath bene sundry times publiquely acted, by the right Honourable the Lord Chamberlaine his Seruants. LONDON Printed by Thomas Creede." Deze tekst, waarvan er nog dertien exemplaren zijn overgebleven, bevat 688 versregels meer dan Q1 en wordt vaak als de meest gezaghebbende tekst beschouwd. In de praktijk gebruiken hedendaagse uitgevers van Romeo and Juliet de tweede Quarto-editie als de meest authentieke tekstbasis, maar raadplegen ook Q1 en de First Folio wanneer die de tekst kunnen verduidelijken en verbeteren.

Q3 (1603) was zoals reeds gezegd een herdruk van Q2, en de door de samenstellers van de First Folio uitgegeven Q4 (ca. 1622) is een herdruk van Q3 met correcties. Na de First Folio (F1) uit 1623 met de verzamelde toneelstukken van Shakespeare volgden F2 (1632), F3 (1664) en F4 (1685), elk een herdruk van de vorige editie.
Eerste opvoering in Engeland
Wanneer en waar de eerste opvoering van Romeo and Juliet plaatsvond is niet met zekerheid bekend, maar men plaatst deze meestal in het jaar 1594 of 1595.

## Shakespeares bronnen
Shakespeares voornaamste bron voor het verhaal was The Tragicall Historye of Romeus and Juliet (1562), een lang verhalend gedicht van de Engelse dichter Arthur Brooke. Op zijn beurt had deze zijn materiaal ontleend uit een Franse vertaling van een verhaal van de Italiaan Matteo Bandello.
De vroegst bekende versie van het Romeo and Juliet-verhaal is die van Masuccio Salernitano's Mariotto en Gianozza in zijn in 1476 gepubliceerde Il Novellino. Salernitano situeert het verhaal in Siena en beweert zelfs dat het zich tijdens zijn eigen leven afspeelde. In zijn versie is er sprake van een geheim huwelijk, een samenzwerende pater en een rel waarbij een vooraanstaand burger wordt gedood. Mariotto's verbanning komt erin voor en ook Gianozza's gedwongen huwelijk, de plot met het vergif en de cruciale boodschap die de verliefde jongeling niet bereikt. In deze versie wordt Mariotto gevangengenomen en onthoofd en Gianozza sterft van verdriet.
In Xenophon van Efeses verhaal over de geliefden Habrocomes en Antheia uit de 3e eeuw na Chr. vindt men reeds het motief van de schijndood opwekkende slaapdrank als middel om aan een ongewenst huwelijk te ontsnappen.
Een andere bekende liefdesgeschiedenis uit de oudheid met een tragische afloop, waarbij een van de geliefden denkt de ander dood te hebben gevonden, is Pyramus en Thisbe, een Griekse mythe die onder meer werd opgeschreven door Ovidius (43 v.Chr. - 17 n.Chr.)

## Thema's en motieven
De belangrijkste thema's in het verhaal zijn: de kracht van de liefde en jeugdige passie die in geweld kan omslaan; de tegenstelling tussen de noden van het individu en de eisen van de maatschappij; toeval en de onafwendbaarheid van het noodlot. Doorheen het ganse stuk speelt toeval een belangrijke rol in het verloop van de gebeurtenissen. Zo verhindert een uitbraak van een pestepidemie broeder John om de brief van Lorenzo tijdig aan Romeo te bezorgen, en als Lorenzo zich haast naar het graf is Julia weliswaar wakker, maar heeft Romeo juist Paris gedood en zelfmoord gepleegd. De wachters komen eveneens net te laat om te verhinderen dat Julia zichzelf met een dolk doodsteekt. 
De opvallendste motieven in het verhaal zijn het verstrijken van de tijd die voor de geliefden steeds dwingender en dreigender wordt en de tegenstelling licht-donker: als Julia 's avonds aan haar raam verschijnt, vergelijkt Romeo haar bijvoorbeeld met de zon: "It is the east and Juliet is the sun!". De Prins besluit het verhaal met te zeggen dat het duister het licht heeft overwonnen: "A glooming peace this morning with it brings/The sun for sorrow will not show his head."

## Personages
| Huis van de Capulets: (Lord) Capuletde patriarch van het huis van de Capulets. (Lady) Capuletde matriarch van het huis van de Capulets. Juliade dochter van de Capulets en de vrouwelijke protagonist van het stuk. Tybalteen neef van Julia, Lady Capulet is zijn tante. Min ('Nurse')Julia's persoonlijke verzorgster en vertrouwelinge. Peterhet ondeugende knechtje van de min. Samson enGregory: bedienden van de Capulets. Rosalinelord Capulets nicht, iemand die niet in het stuk optreedt. Zij is degene op wie Romeo verliefd was voor hij Julia ontmoette. Heersende Huis van Verona: Escalusde heerser van Verona. Graaf Pariseen verwant van Escalus die met Julia wil huwen. Mercutioeen andere verwant van Escalus en een vriend van Romeo. | Huis van de Montagues: (Lord) Montaguede patriarch van het huis van de Montagues. (Lady) Montaguede matriarch van het huis van de Montagues. Romeode zoon van de Montagues en de mannelijke protagonist van het stuk. Benvolioeen neef en vriend van Romeo. Abraham en Balthasarknechten van de Montagues. Anderen: Broeder Lorenzo(ook: Laurence, Lawrence) een franciscaner en Romeo's vertrouweling. Broeder Johnwordt uitgezonden om de brief van broeder Lorenzo aan Romeo te bezorgen. Apothekerverkoopt met tegenzin het vergif aan Romeo. Drie muzikantenbij de bruiloft van Paris en Julia. Chorushet Koor: geen deelnemer aan het verhaal. Het Koor (bij Shakespeare een enkele persoon) declameert een sonnet aan het begin van de eerste twee bedrijven. Figurantenpages van Mercutio en Paris, burgers van Verona, gevolg van Escalus. |

## Synopsis

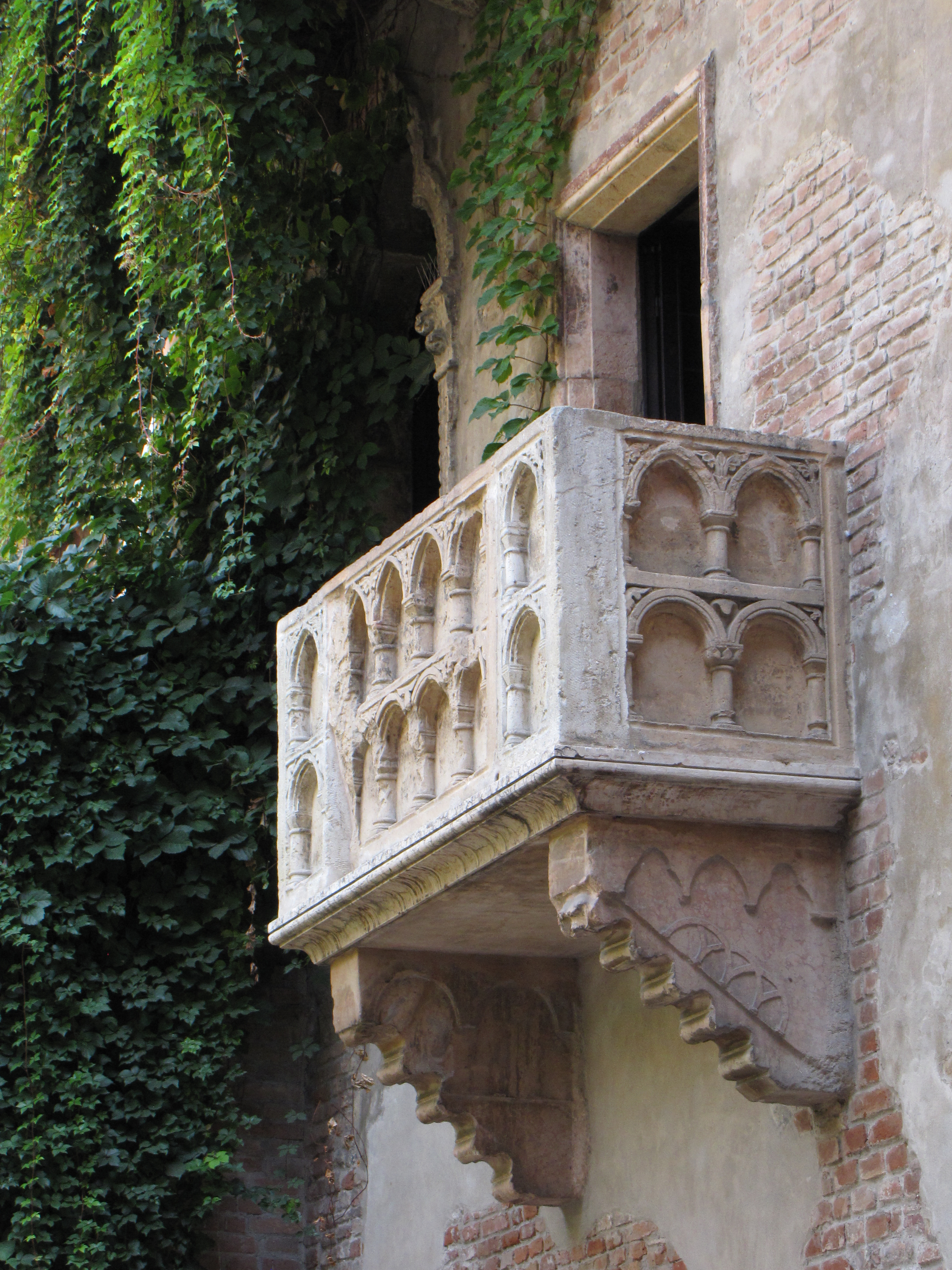
Het zogenaamde huis van Julia in Verona

In Verona wonen twee rivaliserende adellijke families: Montague en Capulet.
Af en toe raken de familieleden slaags met elkaar, en de vorst van Verona heeft de graven al meermalen gewaarschuwd dat het afgelopen moet zijn.
De graaf Paris dingt naar de hand van Julia, de 13-jarige dochter van Capulet.
Capulet vindt dat ze nog te jong is om te trouwen, maar Paris dringt aan.
Capulet organiseert die avond een gemaskerd bal en hij geeft zijn knecht opdracht de uitnodiging te brengen aan degenen die op een lijst staan.
De knecht kan echter niet lezen en hij vraagt de eerste de beste voorbijganger om hulp.
Die voorbijganger is Romeo Montague, die op dat moment juist verdriet heeft omdat zijn vriendin Rosaline (die niet op het toneel optreedt) hem heeft afgewezen.
Romeo helpt de knecht met de lijst van uitnodigingen. Rosaline staat ook op de lijst.
De knecht zegt dat Romeo, als hij niet van het huis Montague is, ook wel welkom zal zijn op het gemaskerd bal.
Hoewel Romeo een Montague is, besluit hij toch naar het bal te gaan.
Daar wordt zijn aandacht getrokken door de schone Julia, en zij is ook onder de indruk van Romeo.
Dan wordt Romeo herkend door Tybalt, een neef van Julia.
Tybalt zegt dat tegen Capulet. Hij is bereid de onwelkome gast dood te slaan, maar Capulet, die geen ruzie wil, besluit de aanwezigheid van Romeo te dulden.
Na het feest, laat in de avond, gaat Romeo de tuin van Capulet in, waar hij Julia bij het raam ziet staan.
Ze verklaren elkaar hun liefde.
Er is echter geen sprake van dat vader Capulet hun huwelijk zal goedkeuren, gezien de vijandschap tussen de twee families.
Romeo gaat 's ochtends meteen naar zijn biechtvader Lawrence (Lorenzo) - hij wil vandaag nog met Julia trouwen.
De min van Julia gaat op zoek naar Romeo.
Ze vindt hem bij zijn vrienden Benvolio en Mercutio, die in een vrolijke bui zijn.
De min zegt dat Julia moet trouwen met Paris, maar dat ze absoluut niet in Paris geïnteresseerd is.
Romeo geeft de min een boodschap voor Julia: hij wil haar die middag bij Lorenzo ontmoeten om met haar te trouwen.
De min geeft Romeo's boodschap aan Julia door en 's middags ontmoeten Romeo en Julia elkaar bij Lorenzo, die het huwelijk voltrekt.
Die namiddag ontmoeten Romeo en zijn vrienden Tybalt op straat.
Tybalt maakt Romeo voor schurk uit.
Mercutio accepteert dat niet en raakt in gevecht met Tybalt.
Romeo probeert het gevecht te verhinderen.
Hij faalt echter en Mercutio wordt gedood.
De woedende Romeo daagt nu Tybalt uit en in het gevecht wordt Tybalt gedood.
Romeo gaat naar Lorenzo en hoort dat hij door de vorst uit Verona verbannen is.
Julia hoort het nieuws van haar min en de min brengt een afscheidsgroet aan Romeo.
Romeo vlucht naar Mantua.
Capulet en Paris spreken af dat het huwelijk tussen Paris en Julia over drie dagen zal plaatsvinden.
Paris meldt dat aan Lorenzo.
Dat is een probleem voor Lorenzo, want hij weet dat Julia al getrouwd is.
Even later verschijnt Julia ook, en als Paris vertrokken is geeft Lorenzo haar een slaapmiddel, waardoor het zal lijken of ze dood is op de huwelijksdag.
Inderdaad denkt iedereen op de huwelijksdag dat Julia dood is.
De feestelijkheden gaan niet door en Julia wordt opgebaard in de grafkelder van de familie Capulet.
Lorenzo stuurt een boodschapper naar Romeo, maar doordat er een epidemie heerst komt de boodschapper onverrichter zake terug.
Balthasar, een knecht van Romeo, gaat met meer succes naar Mantua.
Hij denkt dat Julia echt dood is en brengt dat nieuws aan Romeo.
Romeo koopt vergif voor zichzelf en reist naar Verona om afscheid van Julia te nemen.
Zijn moeder sterft van verdriet.
Bij de grafkelder komt hij Paris tegen, die ook afscheid wil nemen van Julia.
Het bevalt Paris in het geheel niet dat Romeo daar is.
Romeo raakt in gevecht met Paris en doodt hem.
Paris vraagt hem, voordat hij sterft, om naast Julia gelegd te worden, en Romeo voldoet daaraan.
Romeo kust de lippen van Julia en neemt het vergif in.
Lorenzo verschijnt.
Hij weet dat Julia ongeveer op dit moment zal ontwaken en is van plan haar bij zich te houden tot Romeo haar komt halen.
In de grafkelder, juist als Julia ontwaakt, ziet hij dat Romeo er al is, maar hij is dood en Paris ook.
Hij dringt erop aan dat Julia de grafkelder verlaat en gaat zelf weg.
Als Julia ziet dat Romeo dood is, pakt ze een dolk en steekt die in haar hart.
De vorst van Verona verschijnt, met Capulet en Montague, om vast te stellen wat er gebeurd is.
Hij bestraft de twee graven.
Capulet en Montague besluiten dat het afgelopen moet zijn met de rivaliteit en sluiten vrede.

## Analyse

### Eerste bedrijf
Proloog
In de proloog vinden we een voorbeeld van dramatische ironie. Dramatische ironie doet zich voor wanneer het publiek iets weet dat de personages niet weten, in dit geval dat Romeo en Julia's liefde gedoemd is. Het Koor vat het hele stuk samen: de twee protagonisten zullen verliefd worden op elkaar, maar het noodlot zal hen gescheiden houden. Zij zullen aan het einde van het stuk beiden sterven: “From forth the fatal loins of these two foes / a pair of star-crossed lovers take their life” (ontsproten uit de noodlottige lendenen van deze twee vijanden / zal een door de sterren gedwarsboomd liefdeskoppel zich van het leven beroven.)
In tegenstelling tot het oorspronkelijke Koor van de Griekse tragedies, dat uit twee, later uit drie sprekers bestond, kwam bij Shakespeares stukken een enkele persoon vertellen wat er gebeurd was en waar de volgende scène zich ging afspelen. Op die manier kon de actie op het toneel verplaatst worden en bleef de eenheid van tijd en plaats intact.
Eerste toneel
De openingsscène gebruikt Shakespeare voor de expositie, de informatie die de toeschouwer nodig heeft om de rest van het verhaal beter te kunnen begrijpen: de personages, motieven en thema's die een belangrijke rol zullen spelen in het stuk worden hier voorgesteld. Zo maakt Shakespeare de vijandschap tussen de twee families al meteen duidelijk door een knokpartij te tonen tussen bedienden van het huis Capulet en Montague. Het daaropvolgend zwaardgevecht tussen Romeo's neef Benvolio Montague met Julia's neef Tybalt Capulet leidt tot dreiging van de Prins van Verona dat elke Capulet of Montague die nog deelneemt aan een straatgevecht zal worden terechtgesteld.  Zo maakt de toeschouwer in enkele korte fragmenten kennis met de heethoofd Tybalt, de op Rosaline hopeloos verliefde Romeo en de goedwillende vredestichter Benvolio (in het Italiaans betekent ben volio goede wil).
Het personage Rosaline wordt al vroeg geïntroduceerd in het verhaal, terwijl ze zelf geen rol heeft in het stuk. Er wordt alleen over haar gesproken door Romeo, Benvolio, Mercutio en broeder Lorenzo. Omdat ze eigenlijk geen echt significante rol heeft in het verhaal, lieten sommige theaterproducties, zoals die van David Garrick in 1748, haar personage zelfs geheel achterwege.
Tweede toneel
Hier ligt de eerste pay off van wat in de proloog aan de toeschouwer werd verklapt: lord Capulet mag dan wel Paris als uitverkoren schoonzoon uitnodigen voor een feest, het publiek weet dat Romeo haar geliefde zal worden. Dramatische ironie wekt spanning op.
Derde toneel
Julia wordt voor het eerst opgevoerd in een scène waarin haar moeder haar over het geplande huwelijk komt vertellen. Julia blijkt ondanks haar dertien jaar een eigen willetje te hebben en laat er geen twijfel over bestaan dat zij niet zomaar elke kandidaat zal aanvaarden.
Vierde toneel
Romeo is met zijn vrienden op weg naar het gemaskerd bal bij de Capulets. Mercutio, toch een minder belangrijk personage, steekt niettemin een van de langste monologen af, die nu bekendstaat als de Queen Mab-toespraak over een fee die de dromen brengt. Terwijl Mercutio denkt dat dromen leugens voorspiegelen, denkt Romeo dat zij een sluier oplichten van het lot dat een mens is beschoren. Shakespeare lijkt hier de boodschap te willen verkondigen dat niets is wat het lijkt.
Vijfde toneel
Romeo en Julia ontmoeten elkaar in de balzaal van de Capulets. Merkwaardig in deze scène is dat de woorden die Romeo en Julia uitwisselen een sonnet vormen - het tweede na het sonnet dat door het koor in de proloog werd uitgesproken. Romeo vergelijkt in deze versregels zijn lippen met blozende pelgrims die deze ruwe aanraking van het "heiligdom" met de hand willen verzachten:
If I profane with my unworthiest hand

This holy shrine, the gentle sin is this:

My lips, two blushing pilgrims, ready stand

To smooth that rough touch with a tender kiss.
Dat Romeo zo snel zijn Rosaline is vergeten zal bij sommige toeschouwers mogelijk vreemd overkomen. Rosaline had hem echter reeds afgewezen ("Out of her favor, where I am in love" - 1,1.) en het publiek zag Romeo in die scène aangeslagen door een bosje platanen lopen (sycamores - "ziek van liefde"). Dat Romeo haar ondanks die afwijzing blijft volgen, en daarna even snel vergeten is, wijst er mogelijk op dat hij door zijn romantische aard steeds liefde zoekt, en verliefd is op het idee van verliefd te zijn.
De feestscène is een weerkerend motief in het shakespeareaans en elizabethaans drama, en Shakespeare last ze zowel in zijn komedies als in zijn tragedies in. Het feest bij de Capulets omvat naast een bal echter ook een masque, wat dan weer typisch is voor een komedie alleen. Wanneer Tybalt zijn vijand Romeo op het feest herkent en te lijf wil gaan, riskeert de komedie plots om te slaan in een tragedie, maar de heer des huizes weet dit te verhinderen.

### Tweede bedrijf
In het tweede bedrijf laat Shakespeare weer vooraf het Koor opdraven in een proloog om - in sonnetvorm - samen te vatten wat tot dan toe is gebeurd. Ze voorspellen dat de geliefden weerstanden zullen moeten overwinnen, maar dat hun liefde sterk genoeg zal zijn.
Eerste toneel
Romeo’s vrienden Mercutio en Benvolio zoeken hem tevergeefs buiten het huis van de Capulets. Mercutio denkt dat hij over de muur van de boomgaard is geklommen, op zoek naar zijn beminde Rosaline. Dit is weer een voorbeeld van de al genoemde dramatische ironie: wat Mercutio voor waar aanneemt is slechts schijn, en net hij was degene die - in de Queen Mab-toespraak - een redevoering had gehouden over de schijn der dingen.
Tweede toneel
Hier zien we de beroemde "balkonscène" met de versregels “Wherefore art thou Romeo?” en “What’s in a name?" waarin beide geliefden aan hun familienaam willen verzaken omdat die in de weg staat van hun liefde. Dit fragment is ook te beschouwen als een variant op de rode draad van het stuk, ‘niets is wat het lijkt’: dat wat wij een roos noemen zou met een andere naam net zo zoet geuren.
Derde toneel
Oh, mickle is the powerful grace that lies

In herbs, plants, stones, and their true qualities.
(O, groot is het krachtige heil dat in kruiden, planten, stenen en hun ware eigenschappen ligt.)
Het publiek maakt kennis met broeder Lorenzo, een  franciscaan en groot kenner van planten en kruiden, al dan niet giftig. Dat zal later in het stuk van belang blijken. Een boodschap die de toeschouwers meekrijgen, is dat kruiden zelf niet goed of slecht zijn, maar wel het gebruik dat ervan wordt gemaakt. Romeo vraagt Lorenzo om alles klaar te maken voor een geheim huwelijk.
Vierde toneel
In Romeo en Julia wisselen gedeelten in proza af met gedeelten in poëzie met de bij Shakespeare gebruikelijke rijmloze versregels in jambische pentameter (blank vers). De verhouding proza/poëzie in Romeo en Julia is ongeveer 1 op 7. Shakespeare laat komische of volkse figuren vaak in proza praten, terwijl hij nobele personages in verzen laat spreken. De balkonscène met emotionele ontboezemingen van II,2 bevat bijvoorbeeld veel verzen, terwijl Act II, scene 4 met vrij boertige grappen en toespelingen in proza is geschreven. Vooral Mercutio is aan het woord. Hij is verwikkeld in een plagerig woordenspel met de teruggekeerde Romeo. De belangrijkste ontwikkelingen (plotpoints) in deze scène zijn de brief waarin Tybalt Romeo uitdaagt tot een duel, en de min van Romeo de opdracht krijgt een ontmoeting met Julia te regelen bij het klooster zodat Lorenzo de jongelieden kan huwen.
Vijfde toneel
Een kort, grappig intermezzo met de min die het nieuws aan de ongeduldig wachtende Julia brengt, en doet alsof ze buiten adem is. Ze spreken af dat Julia het ouderlijk huis zal verlaten om zogezegd de biecht te laten afnemen:
(Min tegen Julia:) "Then hurry up and rush over to Friar Lawrence’s cell. There’s a husband there who’s waiting to make you his wife!" (Spoed je en haast je naar de kloostercel van broeder Lorenzo. Daar wacht een echtgenoot op je).
Zesde toneel
Lorenzo, die eerst toch enthousiast was, tracht de onstuimige Romeo tot voorzichtigheid aan te manen. Romeo volhardt echter in zijn plan en wil het geheime huwelijk laten doorgaan.

### Derde bedrijf
Romeo en Julia is een tragedie. Toch wordt dat pas duidelijk op het ogenblik dat Mercutio in Act 3 sterft. De eerste twee bedrijven hebben namelijk alle kenmerken van een komedie - schuine moppen, slapstickhumor incluis, met zich dwaas gedragende geliefden die alle mogelijke moeite doen om samen te zijn. Andere komische episodes en personages zijn bijvoorbeeld: de ongeletterde bediende die de invitatielijst voor het feest van de Capulets niet kan lezen en dan maar lukraak mensen op straat uitnodigt (I,2), Mercutio die zowat met iedereen de draak steekt, en de eenvoudige min van Julia met haar grote mond.
Shakespeares komedies eindigen vaak met een huwelijk, en wanneer Romeo en Julia was geëindigd met Act II, scene 6 dan zou het een typische komedie zijn geweest. In de achttiende eeuw werd het publiek overigens af en toe een versie van Romeo en Julia als romantische komedie gepresenteerd. Het volstond immers om Julia op tijd wakker te maken om te voorkomen dat Romeo het gif innam.
Eerste toneel
Deze scène speelt zich weer op straat af, waar Mercutio slaags raakt met de op bloed beluste Tybalt van de Capulets. Romeo tracht de vrede te bewaren, maar zegt niets over zijn huwelijk. Een belangrijk keerpunt in het verhaal is het ogenblik waarop Mercutio sterft door het zwaard van Tybalt, die op de vlucht slaat. Romeo staat nu voor een verschrikkelijk dilemma: zijn vriend wreken door Julia's neef Tybalt te doden, of de daad ongestraft laten. Romeo maakt een noodlottige keuze: hij daagt Tybalt uit en doodt hem in het gevecht, met als gevolg dat hij uit Verona zal worden verbannen.
Tweede toneel
Julia stort in als ze van haar min het nieuws verneemt over de dood van haar neef, en wie hem heeft vermoord. Ze denkt zelfs eerst dat Romeo dood is, door wat de min uitroept:
We are undone, lady, we are undone!

Alack the day! He’s gone, he’s killed, he’s dead!
Merkwaardig is dat Julia, vlak voor zij dat nieuws hoort, in een monoloog voor het eerst spreekt over haar eigen dood en de sombere bestemming die de sterren hun hebben voorbehouden, alsof zij een voorgevoel heeft over wat er gaat gebeuren: 
Give me my Romeo. And when I shall die,

Take him and cut him out in little stars,

And he will make the face of heaven so fine

That all the world will be in love with night.
(Geef me mijn Romeo. En als ik sterf, verander hem dan in kleine sterren en vorm een gesternte naar zijn beeld. Hij zal de hemel zo mooi maken dat de wereld verliefd zal worden op de nacht).
De beeldspraak met licht en donker speelt opnieuw een belangrijke rol in deze scène: Julia wenkt de duisternis omdat die een toevluchtsoord voor het paar is geweest ("if love be blind, It best agrees with night.") Zij ontmoetten elkaar 's nachts en kwamen overeen om te trouwen toen de duisternis hen omhulde; zij consumeerden hun huwelijk 's nachts en ze zullen sterven onder de deken van de nacht.
Derde toneel
In de kloostercel van broeder Lorenzo, beklaagt Romeo zich over wat hem is overkomen. Dat hij zelfmoord overweegt is al een voorafschaduwing van wat er later werkelijk zal gebeuren. Lorenzo wijst hem erop dat hij zich gelukkig mag prijzen dat de Prins van Verona zich zo genadig heeft getoond en hem verbant in plaats van ter dood te laten brengen:
A gentler judgment vanished from his lips: 

Not body’s death, but body’s banishment
Als Julia's min binnenkomt met nieuws over de deplorabele toestand van haar meesteres, komt Romeo uit zijn lethargie en besluit de raad van de broeder te volgen om Julia op te zoeken. Lorenzo drukt hem op het hart om voor zonsopgang Verona te verlaten en naar Mantua te vluchten, omdat hij anders toch ter dood zal worden gebracht. Ook hier speelt weer de druk van de tijd mee om het verhaal voort te stuwen en de personages tot actie aan te sporen.
Romeo's pathetische reactie staat in contrast met Julia's emotionele, maar beheerste klacht in de vorige scène toen ze het nieuws over de moord op haar neef vernam en besefte wat dit voor gevolgen zou hebben. Het plaatst Romeo's emotionele onvolwassenheid tegenover de rijpere Julia, ook al is ze in leeftijd waarschijnlijk jonger (over de leeftijd van Romeo geeft Shakespeare geen informatie).
Vierde toneel
Hoewel Tybalt nog maar net is gestorven, bezoekt Paris nogmaals Lord Capulet om Julia's hand te vragen en het huwelijk te regelen. Eerst reageert lord Capulet ontwijkend en zegt dat iedereen te verdrietig is om zich nu met een bruiloft bezig te houden. Maar als Paris op het punt staat te vertrekken, verandert hij van gedacht en stelt hij voor om over drie dagen, op donderdag, te trouwen. Julia's moeder geeft hij de opdracht om naar de kamer van haar dochter te gaan en haar voor te bereiden op haar trouwdag. 
O' Thursday, tell her,

She shall be married to this noble earl.
Vijfde toneel
Romeo en Julia nemen afscheid van elkaar in de kamer van Julia. De nachtkaarsen zijn opgebrand, de vrolijke dag breekt bijna aan en Romeo moet de stad voor de ochtend verlaten omdat hij anders ter dood zal worden gebracht voor de moord op Tybalt:
Night's candles are burnt out, and jocund day 

Stands tiptoe on the misty mountain tops. 

I must be gone and live, or stay and die.
Julia wil hem niet laten gaan en zegt dat de vogel die ze horen niet de leeuwerik is die de dag aankondigt, maar de nachtegaal die 's nachts zijn lied zingt. In de laatste ogenblikken die de geliefden met elkaar doorbrengen, zijn er verschillende verwijzingen naar de dood. Zo zegt Julia bij zijn vertrek dat hij er door zijn bleke gelaat uitziet alsof hij al in een graf ligt. Als Romeo langs het raam naar beneden klautert, komt Lady Capulet binnen en vertelt Julia dat ze met Paris gaat trouwen. Julia weigert en wanneer ze dit aan Lord Capulet vertelt, dreigt hij haar als zijn dochter te verloochenen. Als ze alleen zijn, probeert de min Julia ervan te overtuigen Romeo te vergeten en met Paris te trouwen. Julia besluit broeder Lorenzo op te zoeken.

### Vierde bedrijf
De broeder adviseert Julia dat ze moet doen alsof ze akkoord gaat met het huwelijk. Zij moet echter aan de vooravond van de plechtigheid een medicijn nemen dat hij haar zal geven, waardoor ze voor 24 uur dood zal lijken. Geen warmte of adem, geen blos op lippen of wangen zal getuigen dat ze nog leeft. Elk deel van haar lichaam zal koud en stijf gelijk zijn aan de dood: 
No warmth, no breath shall testify thou livest. 

The roses in thy lips and cheeks shall fade 

To wanny ashes, thy eyes’ windows fall 

Like death when he shuts up the day of life. 

Each part, deprived of supple government, 

Shall, stiff and stark and cold, appear like death;
Ze zal in het graf van de Capulets worden gelegd, en de broeder zal ervoor zorgen dat Romeo per brief wordt teruggeroepen uit zijn ballingsoord Mantua. Hij kan aan het graf wachten tot ze ontwaakt en zijn geliefde dan meenemen. 
De drukke voorbereidingen van de Capulets op de huwelijksochtend worden bruusk onderbroken wanneer de min Julia dood aantreft en luid begint te jammeren:
O woe! O woeful, woeful, woeful day! 

Most lamentable day! Most woeful day 

That ever, ever, I did yet behold!
Broeder Lorenzo neemt de leiding op zich om de begrafenis te regelen.
Het motief van het gif dat een van de geliefden inneemt om een soort schijndood op te wekken en zo een ongewenst huwelijk te ontlopen, dateert minstens uit de derde eeuw. Het komt namelijk voor in de Griekse romance Ephesiaká van Xenophon van Efese. Erg gelijkend is het verhaal Il Novellino van Masuccio Salernitano uit 1476, waarin de heldin in kunstmatig opgewekte trance wordt begraven en haar geliefde niet tijdig het bericht van een broeder ontvangt dat zij niet echt dood is.

### Vijfde bedrijf
In Mantua droomt Romeo dat hij sterft, maar wordt gewekt door Julia, wanneer zijn dienaar Balthasar hem het slechte nieuws over Julia's dood brengt. Gek van verdriet neemt Romeo zich voor om naar Verona terug te keren en daar met vergif zelfmoord te plegen. Broeder Lorenzo verneemt dat de boodschapper die hij naar Mantua stuurde door de pest zijn brief niet heeft kunnen bezorgen en haast zich naar het familiegraf van de Capulets.
Paris strooit bloemen bij Julia's tombe en reciteert een grafschrift wanneer Romeo arriveert. Paris probeert hem te arresteren, en wordt in het daaropvolgend gevecht gedood. Romeo willigt zijn laatste verzoek in om naast Julia te worden opgebaard en draagt hem naar de grafkelder. Daar neemt hij afscheid van Julia, kust haar en neemt het gif in. Hij gebiedt zijn ogen om Julia nog een laatste keer te aanschouwen, zijn armen om haar een laatste keer te omhelzen, en zijn lippen om haar te kussen alvorens zelf te sterven:
Eyes, look your last. 

Arms, take your last embrace. And lips, O you 

The doors of breath, seal with a righteous kiss 

A dateless bargain to engrossing death.
Broeder Lorenzo komt aan als Julia begint te ontwaken. Bevreesd voor de komst van de nachtwacht, tracht hij haar te overhalen om te vluchten en in een klooster te gaan, maar als ze ziet dat Romeo vergif heeft ingenomen, weigert ze met hem mee te gaan. Als ze de nachtwacht hoort naderen, steekt ze zichzelf met Romeo's dolk in het hart. 
In Shakespeares drama's sterft de protagonist (Othello, Hamlet, Macbeth bijvoorbeeld) in het volle besef van de fouten die hij heeft gemaakt en die tot zijn ondergang hebben geleid. Dit is merkwaardig genoeg niet het geval bij Romeo en Julia. In de drie belangrijke vroege teksten (de eerste twee quarto's en de First Folio) sterft Romeo in tegenstelling tot Julia onwetend van de noodlottige gebeurtenissen die hem ertoe hebben gebracht zichzelf te doden. Deze voor een dramaturg als Shakespeare ongewone plotwending maakt het stuk eigenlijk tot Julia's tragedie.
What Hamlet is for the actor, Juliet is for the actress, a role which offers the fullest scope for the display of female histrionics. 
(Wat Hamlet voor een acteur is, is Julia voor een actrice, een rol die haar ten volle in staat stelt om haar toneelkunst als vrouw te tonen.)— John E. Hankins, 1960
Wanneer de lichamen door de wachters worden gevonden, worden de Prins, de Capulets en de Montagues verwittigd van het drama dat zich heeft afgespeeld. De Prins beschouwt de dood van Romeo, Julia, Paris en Mercutio als een hemelse straf voor de bloedige vetes tussen de families:
Where be these enemies? Capulet, Montague! 

See what a scourge is laid upon your hate, 

That heaven finds means to kill your joys with love.
Montague en Capulet schudden elkaar de hand en beloven standbeelden te laten oprichten van de overleden geliefden.

## Receptie en opvoeringsgeschiedenis
Romeo en Julia is een van de meest opgevoerde toneelstukken van Shakespeare. De exacte datum van de eerste opvoering is onbekend, maar het staat wel vast dat het toen gespeeld werd door de Lord Chamberlain's Men: in de tweede Quarto staat namelijk een onopzettelijke vermelding van de naam van een van de acteurs, Will Kemp. De eerste Romeo was waarschijnlijk de belangrijkste acteur van het toneelgezelschap in die tijd, Richard Burbage. Omdat vrouwenrollen toen door mannen moesten worden gespeeld, werd een zekere Robert Goffe de eerste Julia. Romeo en Julia was ook waarschijnlijk het eerste toneelstuk van Shakespeare dat buiten Engeland werd gespeeld, en dit in 1604 in Nördlingen in het Duitse Beieren.
Het stuk is door de eeuwen heen enorm populair gebleven. Opmerkelijk genoeg vonden theaterproducenten in de zeventiende eeuw het nodig om het originele werk van Shakespeare soms vrij ingrijpend te veranderen om het aan de smaak van het Restauratie-publiek aan te passen. In sommige producties overleven Romeo en Julia hun beproeving om een gelukkig, vervuld leven te leiden. Thomas Otway creëerde in 1679 een bijzondere versie van het toneelstuk The History and Fall of Caius Marius, waarbij hij de setting van het verhaal verplaatste van de Renaissance naar het Oude Rome. Hij was ook degene die het balkon - dat niet in Act 2, scene 2 van het origineel voorkwam - invoerde in dat stuk. In het originele stuk staat 'Juliet appears above at a window.'
Zeventig jaar lang verdrong Otways versie, waarin Romeo en Julia ‘Marius en Lavinia’ heten, die van Shakespeare van het toneel. Pas omstreeks de jaren 1740 won de originele Romeo and Juliet van Shakespeare opnieuw wat aan populariteit, dankzij producenten als David Garrick en Theophilus Cibber. Hun versies bleven echter evenmin trouw aan het origineel. Garrick opende het stuk met Romeo die verliefd  was op Julia, hierbij Rosaline geheel weglatend. Cibber behield dan weer Otways scène waarin Julia wakker wordt voor Romeo sterft en nam ook passages over van The Two Gentlemen of Verona.
Garricks wijzigingen in de tekst zouden tot in de 19e eeuw in voorstellingen van het toneelstuk overgenomen worden. De bekendste 19e-eeuwse acteurs die de titelrollen vertolkten waren Henry Irving en Ellen Terry in 1882 en Johnston Forbes-Robertson in 1895. Ook in koloniaal Amerika en de latere VS had het stuk veel succes. Amateurgezelschappen hadden het stuk reeds in het midden van de 18e eeuw opgenomen in hun repertoire. In de 19e eeuw trokken rondreizende Engelse toneelgroepen door het land, en ontstond het eerste professionele Amerikaanse toneelgezelschap, de Hallam Company, die later The America Company werd. In hun New Yorkse Booth Theatre zorgden Edwin Booth (de broer van John Wilkes Booth, de moordenaar van Abraham Lincoln) en zijn vrouw, Mary McVicker voor verdere popularisering van het stuk. In de twintigste eeuw hielden grote namen als John Gielgud, Laurence Olivier en Judi Dench de belangstelling voor de beroemde romantische tragedie over de star-crossed lovers levend. De meeste invloed op de bekendheid van het stuk hadden echter de verfilmingen, waardoor een publiek werd bereikt dat anders waarschijnlijk nooit kennis had gemaakt met de wereld en de taal van Shakespeare.

### Nederland
De eerste Nederlandstalige opvoering van Romeo en Julia vond plaats in februari 1853 in de Stadsschouwburg van Amsterdam, in een vertaling van Jacob van Lennep. De eerste vertaling van Leendert Burgersdijk werd opgevoerd in oktober 1879 door Vereeniging Nederlandsch Tooneel met Willem Pieter de Leur als regisseur.  Jacobus van Looys voorstelling van Romeo en Julia ging door in januari 1911 en werd gespeeld door De Hagespelers onder regie van Eduard Verkade.

## Bewerkingen
Dit toneelstuk heeft al vanaf 1900 filmmakers geïnspireerd. Er zijn in totaal nu zo'n veertig versies van dit stuk voor het witte doek vastgelegd. De musical West Side Story is een vernieuwde versie van hetzelfde verhaal. Daarnaast is het ook de basis geweest voor een aantal balletten en opera's.

### Film en televisie
- Romeo and Juliet uit 1936 werd geregisseerd door George Cukor met een scenario van Talbot Jennings. De hoofdrollen waren voor Leslie Howard als Romeo en Norma Shearer als Juliet.
- Franco Zeffirelli regisseerde de Romeo and Juliet-film uit 1968 die werd opgenomen in Italië, met een jonge Olivia Hussey als Juliet.
- Romeo + Juliet uit 1996  met Leonardo DiCaprio en Claire Danes werd geregisseerd door Baz Luhrmann, die het beroemde verhaal een moderne setting gaf.
- In Nederland bewerkte Theo van Gogh het verhaal in 2001 voor de televisieserie Najib en Julia, over een Marokkaanse pizzakoerier en een Haags hockeymeisje.
- De Chinese filmmaker Huo Jianqi regisseerde Qingrenjie (A Time to Love) uit 2005. Het verhaal speelt zich af tijdens de Culturele Revolutie; twee geliefden lezen en bekijken samen versies van Shakespeares toneelstuk en voeren de balkonscène op.
- De Amerikaanse filmregisseur Gary Wininck produceerde de film Letters to Juliet uit 2010.
- Romeo and Juliet uit 2013 werd geregisseerd door Carlo Carlei met een scenario van Julian Fellowes. Deze versie gebruikte de standaard setting in Italië, maar week sterk af van Shakespeares oorspronkelijke dialogen.
- In 2019 kwam de televisieserie Remy en Juliyat uit over de onmogelijke liefde tussen een Syrisch meisje Juliyat in een asielzoekerscentrum met een Hollandse Remy.

### Opera en musical
- Vincenzo Bellini componeerde een opera gebaseerd op Shakespeares drama: I Capuleti e i Montecchi.
- Charles Gounod schreef eveneens een opera Roméo et Juliette.
- Frederick Delius' opera A Village Romeo and Juliet is gebaseerd op een vrije literaire bewerking van het liefdesverhaal.
- De musical West Side Story van Leonard Bernstein en Stephen Sondheim is eveneens gebaseerd op het liefdesdrama. Bernstein verplaatst het verhaal naar de door boevenbendes geteisterde achterbuurten van het 20e-eeuwse New York.
- De Franse componist Gérard Presgurvic verwerkte het verhaal in de vorm van een musical, getiteld Roméo et Juliette, de la Haine à l'Amour. Deze versie is ook in het Nederlands vertaald en kwam in Vlaanderen en Nederland in de zalen als Romeo en Julia, van Haat tot Liefde. De musical werd geproduceerd door de Music Hall Group. Het lied De Koningen, gezongen door Davy Gilles, Mark Tijsmans & Dieter Verhaegen, heeft wekenlang op nummer 1 gestaan in de Vlaamse top 10.

## Andere verwijzingen naar Romeo en Julia
Het toneelstuk heeft ook verschillende componisten geïnspireerd:
- Een bekende compositie met Romeo en Julia als onderwerpkeuze, is het ballet van de hand van Sergej Prokofjev. Hij schreef tevens drie orkestsuites en een pianowerk op basis van deze muziek.
- Pjotr Iljitsj Tsjaikovski componeerde een fantasie-ouverture omtrent het thema.
- Hector Berlioz schreef een symfonie gebaseerd op Shakespeares drama, Roméo et Juliette.
- Dmitri Kabalevski schreef in 1956 toneelmuziek voor Romeo en Juliet (op. 56).

Ook in de popmuziek komt het thema voor:
- Taylor Swift noemt het thema in het liedje Love Story
- Het nummer Exit Music (For a Film) van de rockband Radiohead (gebruikt tijdens de aftiteling van Luhrmanns film).
- De Britse band Dire Straits maakte een nummer Romeo and Juliet, uit het album Making Movies. Deze versie is later gecoverd door de Amerikaanse band The Killers en is te horen op het album Sawdust.
- Elvis Costello vertolkt het thema (in the Juliet Letters) samen met het beroemde Brodsky Quartet in 1993.

## Eerste Nederlandse vertalingen
- 1775 - Pieter Johannes Uylenbroek: Romeo en Julia (1775) (vertaling van Ducis' Franse versie uit 1772)[17]
- 1852 - Jacob van Lennep: Romeo en Julia
- 1858 - Jurriaan Moulin: Romeo en Julia
- 1873 - A.S. Kok: Romeo en Julia
- 1891 - Leendert Burgersdijk: Romeo en Julia
- 1910 - Jacobus van Looy: Romeo en Julia

## Bekendste moderne vertalingen
- 1963 - Kees Buddingh': Romeo en Julia
- 1965 - Willy Courteaux: Romeo en Julia
- 1984 - Gerrit Komrij: Romeo en Julia

- Biblioteca Nacional de Chile: 000356369
- Biblioteca Nacional de España: XX2187134
- Bibliothèque nationale de France: cb12003684p (data)
- Gemeinsame Normdatei: 4099369-3
- Library of Congress Control Number: n82116107
- MusicBrainz work: 59dbe00d-a9e2-41a3-b2c1-977dd6928993
- Nationale Bibliotheek van Israël: 987007520681905171
- Système universitaire de documentation: 02814385X
- Virtual International Authority File: 313670221